# Crimson (альбом Alkaline Trio)
Crimson — п'ятий студійний альбом американського рок-гурту Alkaline Trio, виданий 24 травня 2005.

## Реліз
Crimson був виданий 24 травня 2005. «Time to Waste» була видана на радіо цього ж дня. «Mercy Me» була видана на радіо 27 вересня. Восени гурт вирушив у турне разом з My Chemical Romance. 'Deluxe Edition' на двох дисках була видана 6 грудня лейблом Vagrant. Другий диск містить демо записи, акустичні версії пісень альбому та музичні відео. З березня до травня 2006, гурт вирушив в турне The Occult Roots of Alkaline Trio: Early Songs for Eerie People tour, де гурт виконував пісні з цієї версії альбому. Разом з гуртом виступали Against Me!. Гурт взяв участь у короткому турі на західному узбережжі у кінці травня, початку червня, разом з the Lawrence Arms та the Draft. Після виступу у London Astoria та на Reading and Leeds Festivals, «Burn» була видана як сингл у вересні.
-

## Відгуки
Було продано 42,624 копій, альбом посів 25 позицію у Billboard 200. BuzzFeed включив альбом на 25 позиції у їх списку «36 Pop Punk Albums You Need To Hear Before You F——ing Die».

## Список композицій
Всі пісні написані Alkaline Trio.
1. «Time to Waste» — 4:11
2. «The Poison» — 2:04
3. «Burn» — 4:05
4. «Mercy Me» — 2:49
5. «Dethbed» — 3:03
6. «Settle for Satin» — 3:49
7. «Sadie» — 4:39
8. «Fall Victim» — 3:18
9. «I Was a Prayer» — 2:36
10. «Prevent This Tragedy» — 3:06
11. «Back to Hell» — 2:54
12. «Your Neck» — 3:15
13. «Smoke» — 3:00

Deluxe edition бонусний диск
1. «Time to Waste» (Демо) — 3:24
2. «The Poison» (Демо) — 1:34
3. «Burn» (Домашнє демо Метта) — 2:57
4. «Mercy Me» (Акустика) — 3:12
5. «Dethbed» (Демо) — 2:56
6. «Settle for Satin» (Демо) — 3:31
7. «Sadie» (Акустика) — 3:19
8. «Fall Victim» (Демо) — 3:04
9. «I Was a Prayer» (Acoustic) — 2:54
10. «Prevent This Tragedy» (Демо) — 3:40
11. «Back to Hell» (Домашнє демо Метта) — 2:56
12. «Your Neck» (Демо) — 3:14
13. «Smoke» (Демо) — 3:07
14. «Time to Waste» (Акустична) — 4:21
15. «Time to Waste» (Відео)
16. «Mercy Me» (Відео)
17. «Burn» (Відео)

## Учасники запису
- Всі пісні написані Alkaline Trio
- Бас-гітара та вокал — Ден Андріано
- Ударні та вокал — Дерек Грант
- Гітари та вокал — Метт Скіба
- Піаніно та клавішні — Роджер Джозеф Меннінг молодший
- Ведуча гітара у Sadie — Нолан МакГьюар
- Вступне слово у Sadie — Хізер Хануура
- Additional string arrangements — Воррен Фіцджеральд
- Продюсування та змішування — Джері Фінн
- Інженіринг — Раян Г'юїтт
- Допомога — Сет Вальдманн
- Ударний технік — Кіт Шуберт
- Записано у Conway Studios, Лос-Анджелес
- Мастеринг — Дейв Колінз у Dave Collins Mastering
- Виробництво — Cass Productions